# 莱纳斯
莱纳斯股份有限公司（英語：Lynas Corporation, Ltd.）是一家澳大利亚稀土采矿股份有限公司，并获澳洲证券交易所列为其中一家标普/澳交所200指数公司。该公司共有两个分管不同主要业务的工厂——位于西澳大利亚威尔德山的采矿和矿物分选工厂，以及位于马来西亚关丹市的稀土加工厂。然而莱纳斯于关丹设立的稀土厂因在当地储存危害人的化学废料而引起争议。

## 历史
1983年，莱纳斯的前身Yilgangi Gold NL正式成立，并于1985年更名为莱纳斯。1986年，莱纳斯在澳洲证券交易所上市。2001年，莱纳斯出售旗下的金矿业务，专注在公司的稀土业务上。
莱纳斯的创办人为尼古拉斯柯蒂斯（Nicholas Curtis），前麥格理銀行的行政人员。

## 威爾德山
威爾德山是世界上蘊藏了最多且最高級稀土的礦地之一。從威爾德山開采出來的稀土釷含量稀少，這對開採稀土來說是非常罕見的，因為稀土通常都會受到化學元素釷的污染。因為威爾德山的稀土資源豐富、且出產的稀土較高級，釷含量又低，開採威爾德山的稀土便成了一項非常具吸引力的商業計劃。從威爾德山開采的稀土在當地經過分選後，會被運至馬來西亞的萊納斯先進材料工廠進行提煉。
2009年五月，中華人民共和國國有的中國有色礦業集團獻議以2億5千萬美元買下萊納斯公司51.6%的股份，唯此獻購遭澳洲投資審批委員會以交易有可能威脅非中國買家的貨源為由拒絕。萊納斯其後通過賣股籌獲了4億5千萬美元。
2010年10月，萊納斯與日本稀土交易公司双日株式会社簽訂協議，從威爾德山礦地出口價值4億5千萬歐元的稀土。
第一批運往馬來西亞萊納斯先進材料工廠的稀土於2012年11月月尾抵馬。

## 資料來源
1. ↑  . Standard and Poors.   [19 November 2008]. （原始内容存档于2009-11-05）.
2. ↑  Bradsher, Keith. . The New York Times. 8 March 2011  [3 November 2011]. （原始内容存档于2017-08-10）.
3. ↑  .   [2019-05-30]. （原始内容存档于2019-05-30）.
4. 1 2  "Lynas Corporation Limited (LYC):Company Overview" （页面存档备份，存于）, InvestSmart.com, 2011-06-30.
5. ↑  Lee, Yoolim. . Bloomberg Markets Magazine. 31 May 2011  [3 November 2011]. （原始内容存档于2014-09-11）.
6. ↑  . Sydney Morning Herald. 2011-02-15  [2019-06-16]. （原始内容存档于2011-09-22）.
7. ↑  Tabuchi, Hiroko. . The New York Times. 24 November 2010  [3 November 2011]. （原始内容存档于2019-06-16）.